# Peter Gast
Peter Gast (Annaberg, 10 de janeiro de 1854 — 15 de agosto de 1918), pseudônimo de Johann Heinrich Köselitz, foi um compositor alemão, mais conhecido por ter sido, durante muitos anos, amigo de Friedrich Nietzsche, que lhe deu o pseudônimo Peter Gast.
Johann era filho de Gustav Hermann Köselitz (1822-1910), vice-prefeito (Vizebürgermeister), e sua esposa Caroline (1819-1900), nativa de Viena. Seu irmão mais novo era o pintor Rudolf Köselitz.
A partir de 1872, estudou música com Ernst Friedrich Richter, na Universidade de Leipzig. Em 1875, ingressou na Universidade de Basileia, tendo como professores Jacob Burckhardt, Franz Overbeck e Friedrich Nietzsche. Em 1877, Köselitz criticou duramente o professor de música de Basileia Selmar Bagge, em um artigo publicado no jornal, causando um pequeno escândalo.
Em Basileia, desenvolveu-se a amizade entre Köselitz e Nietzsche. Köselitz colaborou na preparação de todos os trabalhos de Nietzsche depois de 1876, revendo os manuscritos para enviá-los à tipografia, e, por vezes, também interferindo na formatação do texto final.
O rompimento de Nietzsche com Wagner e a sua procura por uma estética do sul, que o imunizasse contra o melancólico norte alemão, fizeram-no superestimar  Köselitz como músico: "Eu não sei como poderia passar sem Rossini; muito menos, sem o meu próprio sul na música, a música do meu maestro veneziano 'Pietro Gasti'." . Como secretário, Köselitz foi de uma dedicação absoluta; a propósito de Humano, demasiadamente humano, Nietzsche dizia que Gast o escrevera e corrigira: "fundamentalmente, foi ele o verdadeiro escritor, enquanto eu fui apenas o autor".. Köselitz adorava seu professor, envolvendo-se com ele ao ponto da autonegação .

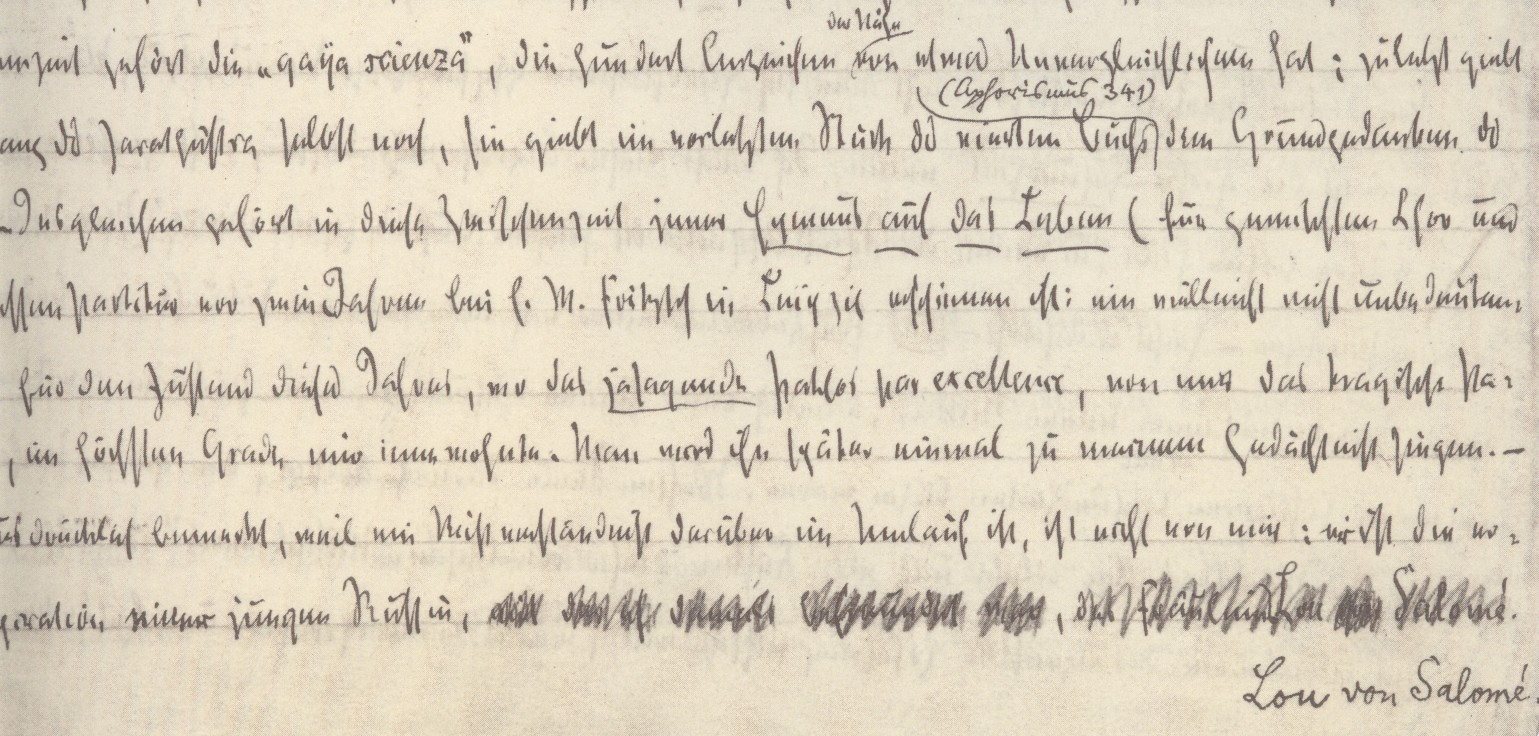
Peter Gast teria "corrigido" os escritos de Nietzsche, mesmo após o colapso do filósofo e sem a sua aprovação - o que é duramente criticado pelos estudiosos hoje.

Na Primavera de 1881, durante uma visita a Recoaro, Nietzsche criou o pseudônimo de Peter Gast para Köselitz, que assim passou a assinar suas composições musicais. Dentre essas, a mais ambiciosa foi a ópera cômica em três atos O leão de Veneza (Der Löwe von Venedig). Em 1880, Gast e Nietzsche tentaram por várias vezes encená-la, em vão. A estréia ocorreu apenas em fevereiro de 1891, em Gdansk, com a direcção de Carl Fuchs, mas sob o título original de Die heimliche Ehe (O casamento secreto). Em 1930, foi reintroduzido o título sugerido por Nietzsche.
Köselitz recebia auxílio financeiro do seu pai e, ocasionalmente, de outro amigo de Nietzsche, Paul Rée. Além de músico e editor dos escritos de Nietzsche, trabalhou como escritor, sob vários pseudónimos, tais como Ludwig Mürner, Peter Schlemihl e Petrus Eremitus. Colaborou com vários jornais e escrevia contos.

## Óperas
- Scherz, List und Rache (ópera bufa baseada em texto de Goethe, 1880-1888.
- Williram und Siegeer (projeto de ópera em 3 atos (1878-1880), sendo que apenas 3 cenas do primeiro ato foram completadas; libretto do próprio compositor
- König Wenzel ("Rei Wenceslas") (projeto de ópera de 1889)
- Der Löwe von Venedig ("O Leão de Veneza"), ópera, primeira versão 1884-1891; première em Danzig, 23 de outubro 1891, sob o título Die heimliche Ehe ("O Casamento secreto"); 8 apresentações em Chemnitz, 1930.
- Canções, árias e poemas musicais, tais como Lethe, Nachtfeier e Waldweben, compostos entre 1893 e 1905.
- Música incidental para Walpurgis de E. Wachler. Festival de Harz, 1903.
- Reichshymne für Kirche, Schule und Vaterland ("Hino Imperial para a igreja, a escola e o país"), para órgao, coro, metais, 1916.